# Selsjön
För andra betydelser, se Selsjön (olika betydelser).

Selsjön är en by i Resele socken, Sollefteå kommun och dessutom en station med signatur Slj längs Stambanan genom övre Norrland mellan Långsele och Mellansel. Byn ligger vid sjön Selsjön mellan Kullberget och Gammbodberget och riksväg 90 passerar i byns utkant. Från närmaste station söderifrån, Forsmo, har stambanan passerat över Ångermanälven på den mäktiga Forsmobron och banan följer sedan älvens djupa dalgång upp till Selsjön. Norrut om Selsjön går stambanan in i de djupa skogarna och viker strax av österut mot byn Backsjön vid Backsjön som är nästa mötesstation.